# Iittala
Iittala is een Finse glasfabriek opgericht in 1881. Dit designmerk is gespecialiseerd in designobjecten, serviesgoed, kookgerei en interieurobjecten. 
In de beginjaren richtte Iittala zich met name op glaswerk en glaskunst. Dit is bijvoorbeeld terug te zien in de vroege ontwerpen van het Aino Aalto glaswerk van ontwerper Aino Aalto uit 1932, Alvar Aalto’s Savoy vaas (Aalto vaas) uit 1936, Oiva Toikka’s Birds by Toikka, een verzameling glazen vogels die sinds 1972 wordt gemaakt, zijn serie Kastehelmi uit 1964 en Tapio Wirkkala’s glazen Ultima Thule uit 1968.
Door de jaren heen heeft Iittala haar assortiment uitgebreid met andere materialen, zoals porselein en metaal. De producten bleven daarbij – volgens de kernwaarden van het bedrijf – progressief, elegant en tijdloos. Voorbeelden hiervan zijn het porseleinen servies Teema van Kaj Franck uit 1952 en Timo Sarpaneva’s gietijzeren pan Sarpaneva uit 1960.
Dat Iittala zich op tijdloos design richt, is niet alleen in de oudere ontwerpen terug te zien maar ook in moderne klassiekers als de pannenserie Tools van Björn Dahlström uit 1998, Heikki Orvola’s Kivi sfeerlichten uit 1988, Alfredo Häberli’s Origo serviesgoed uit 1999 en het glasservies Essence uit 2001, Anu Penttinens Vitriini uit 2010 en de serviesserie Sarjaton waarin porselein, glas, hout en textiel zijn verwerkt, in 2012 ontworpen door Harri Koskinen, Aleksi Kuokka, Musuta en Samuji.

## De ontwerpgeschiedenis van Iittala

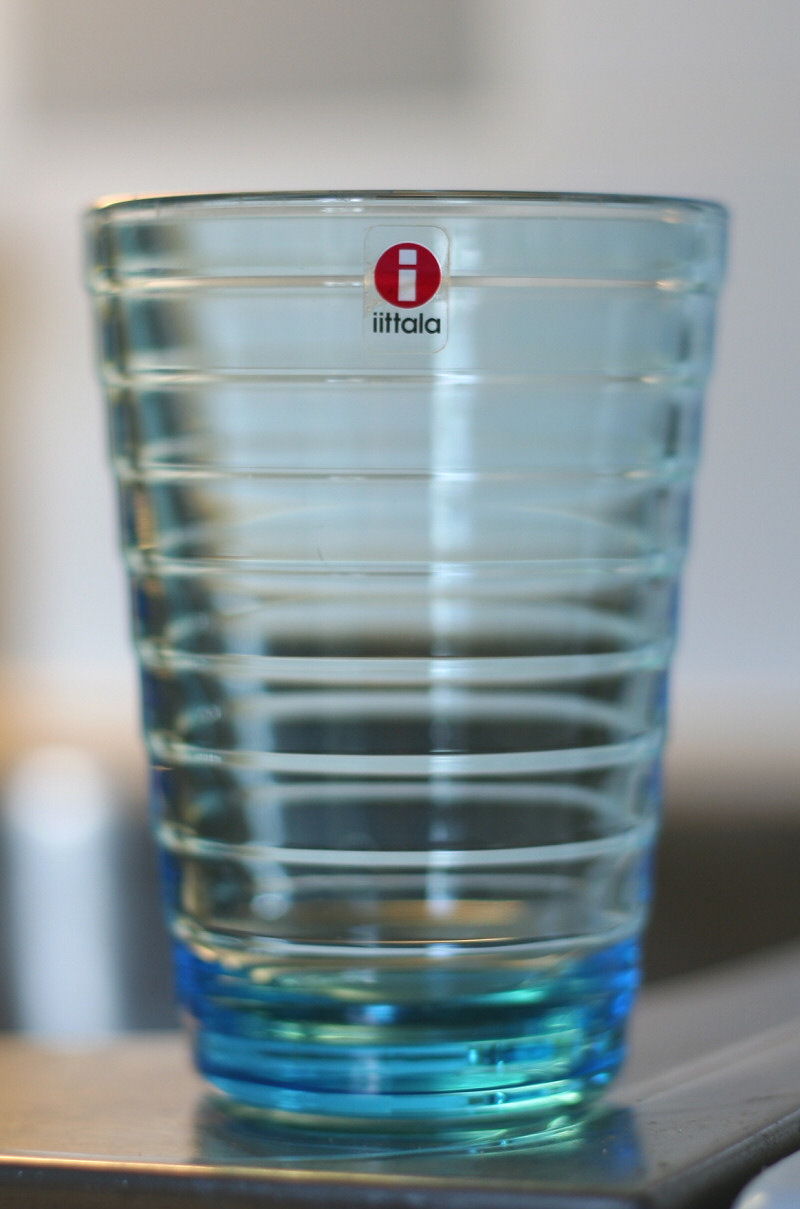

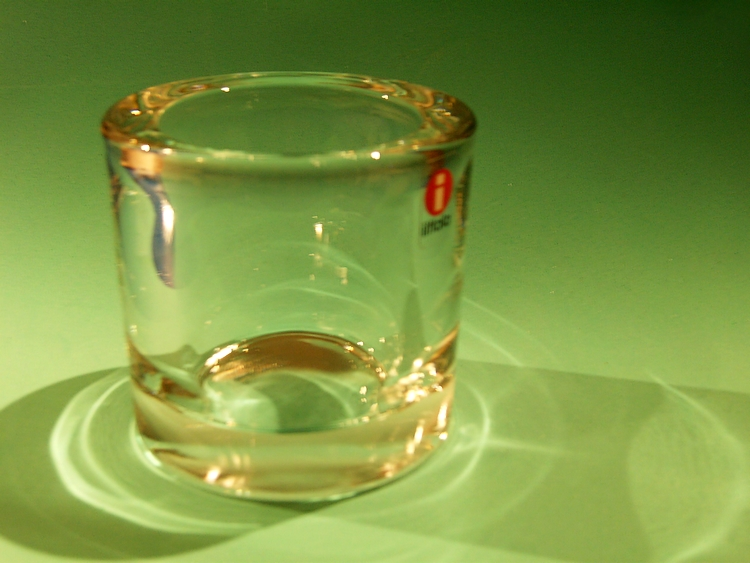

Het voortdurende succes van Iittala heeft ongetwijfeld te maken met de nauwe banden die het bedrijf onderhoudt met topontwerpers. Het eindproduct voldoet altijd aan de eisen van de ontwerper, zonder voorbij te gaan aan de kernwaarden en visie van het bedrijf. De hoogwaardige producten worden van tijd tot tijd uitgebracht in nieuwe kleuren en variaties, die dankzij het in 1936 door Erkki Vesanto ontwikkelde ontwerp-archiefsysteem nooit te veel op elkaar lijken.
Op een paar uitzonderingen na kwamen tot in de jaren twintig van de twintigste eeuw de glasblazers, productmodellen en ontwerpen van Iittala uit Zweden, Duitsland, Denemarken en België.
De eerste 'eigen' ontwerper van Iittala was Alfred Gustafsson. Op initiatief van de toenmalige onderdirecteur Claës Norstedt kon Gustafsson in 1903 zijn beroemdste werk, de Suurmieslasit (Grote-Mannenglazen) maken. In deze glaswerkserie, een stil protest tegen de Russische overheersing, werden kopstukken uit de Finse maatschappij en cultuur afgebeeld.
De jaren twintig en dertig van de twintigste eeuw stonden bij Iittala in het teken van kristal. In 1929 werd het kristalwerk van Iittala tijdens de Wereldtentoonstelling in Barcelona onderscheiden.
In 1932 kwam Göran Hongell bij Iittala in dienst. Hij was de eerste ontwerper in vaste dienst van een Finse glasfabriek. Hongell stapte met zijn tekeningen naar het glasatelier om vragen te stellen over de technische aspecten van het blazen van een object, en zette daarmee een samenwerking tussen ontwerpers en glasblazers op touw. Iittala werkte ook samen met diverse andere ontwerpers, onder wie Gunnel Nyman en Lisa Johansson-Pape.
In de jaren dertig brachten Aino en Alvar Aalto het functionalisme naar Finland en naar Iittala. Aino Aalto won in 1932 met haar servies Bölgeblick de tweede prijs in een ontwerpwedstrijd van Iittala. Daarna kon het internationale publiek er kennis mee maken: in 1933 werd het glasservies in Londen gepresenteerd en in 1936 op de Triënnale van Milaan, waar Aino Aalto de gouden medaille won. Het design was niet alleen eenvoudig maar ook heel functioneel: de glazen waren stapelbaar. De glazen van Aino Aalto worden nog steeds geproduceerd.
In 1936 ontwierp Alvar Aalto zijn beroemdste object, de Aaltovaas of Savoyvaas, die tijdens de Wereldtentoonstelling in Parijs in 1937 voor het eerst werd tentoongesteld. De Aaltovaas is wereldberoemd geworden en wordt nog steeds in de glasfabriek van Iittala geproduceerd.
Antero Järvinen had in 1946 als directeur een vooruitziende blik: hij liet de ontwerpers de rol van drijvende kracht achter Iittala spelen. Zo konden voor in een wedstrijd in Stockholm niet alleen gezandstraalde en gegraveerde objecten worden ingezonden, maar ook graveerontwerpen voor een vaas die was ontworpen door Göran Hongell van Iittala. Tapio Wirkkala won de eerste prijs, terwijl Kaj Franck zowel de tweede als de derde prijs in de wacht sleepte. Järvinen was dolblij met het resultaat van de wedstrijd en Wirkkala en Franck kregen carte blanche voor hun glaskunst bij de glasfabriek van Iittala. Dankzij het werk van Kaj Franck en Tapio Wirkkala veranderde de algemene houding ten opzichte van glas. De helderheid van het materiaal en de lichtbreking werden vanuit een nieuw perspectief bekeken.
Eind jaren veertig begonnen de ontwerpers Göran Hongell en Erkki Vesanto zich te richten op serieproductie terwijl Tapio Wirkkala en Kaj Franck zich concentreerden op het ontwerpen van glaskunst. Dit leidde ertoe dat de catalogus van Iittala er in 1949 totaal anders uitzag dan in de jaren ervoor, inclusief een aantal prachtige objecten.
De glazenset Aarne van Göran Hongell uit 1948 werd in 1954 tijdens de Triënnale van Milaan bekroond met een gouden medaille – en wordt nog steeds gemaakt.
Het initiatief van Järvinen om design relevanter te maken werd voortgezet toen Håkan Södermaström in 1950 directeur werd en de glasfabriek van Iittala stimuleerde om in het gehele productassortiment design te verwerken. Op de Beurs van Helsinki in 1950 won Iittala goud met haar producten en riep het publiek Tapio Wirkkala’s Kantarelli uit tot het mooiste object van de tentoonstelling.
Ook de jaren vijftig waren een goede periode in de Finse designgeschiedenis, om die reden stond de periode ook bekend als de Finse gouden jaren, te beginnen bij de Triënnale van Milaan in 1951 waarop Finland 25 prijzen in de wacht sleepte. Tapio Wirkkala kreeg drie Grands Prix en Timo Sarpaneva won een zilveren medaille. In 1954 kreeg Wirkkala nóg een Grand Prix, waarna ook Timo Sarpaneva op de Triënnale van Milaan van 1957 een Grand Prix won.
In 1952 ontwierp Kaj Franck de serie Kilta (Gilde). Het ontwerp van deze serie, die in 1981 omgedoopt werd tot Teema, omvat alle kernideeën en -waarden van Iittala, zoals hoge kwaliteit en een veelzijdig, tijdloos ontwerp. Teema wordt nog steeds gemaakt en er komen geregeld nieuwe kleuren en maten bij, ontworpen door Heikki Orvola en Oiva Toikka, die daarbij goed in het oog houden dat ook de nieuwe stukken het ontwerp van Franck weerspiegelen.
Iittala stelde hoge eisen aan haar producten. Löflund herinnert zich hoe er van de Orkidea van Timo Sarpaneva, waarvan er maar een paar per uur konden worden gemaakt, soms maar één door de controle kwam – en soms zelfs helemaal geen. Met zijn design en hoge productkwaliteit oogstte Iittala wereldwijd veel lof, wat in 1954 bijvoorbeeld tot uiting kwam in de prijs voor het Mooiste Object van het tijdschrift House Beautiful voor Orkidea.
Met de opkomst van glaskunst werden de namen van ontwerpers een garantie voor verkoopsucces. Timo Sarpaneva ontwierp het rode i-label voor zijn i-collection, dat van 1956 tot en met 2024 het symbool voor het merk Iittala werd – de naam Karhula werd tot begin jaren zestig gebruikt voor het glaswerk van Iittala.
In 1956 ontwierp Kaj Franck de originele set taps toelopende glazen Kartio.
Met zijn gietijzeren pan Sarpaneva uit 1960 bewees Timo Sarpaneva dat een creatieve, fantasierijke ontwerper de essentiële eigenschappen van materialen tot de basis kan terugbrengen.
In 1964 ontwierp Oiva Toikka de serie Kastehelmi, Fins voor 'dauwdruppel'. Net als Tapio Wirkkala’s glasservies Ultima Thule uit 1968 is deze nog steeds in productie. Oiva Toikka’s bekendste creaties, Birds by Toikka, worden al sinds 1972 gemaakt.
In 1972 ontwierp Heikki Orvola het glasservies Aurora voor Iittala.
Valto Kokko ontwierp in 1973 zijn eerste uitgebreide glasservies Avec. Zijn bekendste creatie is echter de serie Otso uit 1978, die sinds 1981 deel uitmaakt van de collectie van het Museum of Modern Art in New York.
Ook Heikki Orvola’s sfeerlichten in de serie Kivi uit 1988 zijn een goed voorbeeld van het tijdloze ontwerp dat Iittala voorstaat.
In 1998 maakte Björn Dahlström in samenwerking met een aantal topkoks de serie kookgerei Tools.
In hetzelfde jaar ontwierp Stefan Lindfors de bijzondere porseleinserie Ego met de opvallende open handgrepen.
De nauwe samenwerking met een selecte groep internationale ontwerpers heeft geresulteerd in ontwerpen die de kernwaarden van Iittala uitdragen maar waarbij tegelijkertijd steeds wordt gezocht naar nieuwe vormen, zoals te zien is in Alfredo Häberli’s Essence glazen en karaffen.
De gestreepte porseleinen eierdop van Alfredo Häberli uit 2001 was zo'n succes dat de hele serie Origo in dit streeppatroon werd uitgevoerd. Dit vormde een perfect tegenwicht voor Iittala’s Teema-ontwerpen.
De transparante, felgekleurde glazen doosjes Vitriini van Anu Penttinen uit 2010 waren voor Iittala opnieuw een mijlpaal en een nieuwe richting.
In een moderne interpretatie van Finse tradities lanceerde in 2012 een zestal ontwerpers de succesvolle serviesserie Sarjaton, wat 'geen serie' betekent – een toepasselijke naam, omdat de kleuren, stijlen en materialen (porselein, glas, hout en textiel) eindeloos gecombineerd kunnen worden.

## Ontwerpers
Göran Hongell (1902-1973), 

Een van de pioniers van de Finse glastraditie. Hij kwam in 1932 in dienst bij Iittala en werd in 1940 de eerste ontwerper in vaste dienst van een Finse glasfabriek. Hij werkte nauw samen met de glasblazers om speciale technieken en kleurschakeringen te ontwikkelen. Zijn eenvoudige, minimalistische ontwerpen stralen modernisme en een snufje art deco uit.

Ontwerpen voor Iittala: Silko (1938); Maininki (1938); Säde (1939); Hongellin hattu (1941); Aarne (1948); Aulanko (1950’s).

Ontwerpen die nog steeds bij Iittala in productie zijn: Aarne (1948).

Prijzen: Aarne (1948): goud - Triënnale van Milaan (1954).

Aino Aalto (1894-1949),

Ontwerpster van gebouwen, interieur, meubels en textiel. Toen Aino Aalto zich meer ging richten op het functionalisme, resulteerde dat onder meer in eenvoudige, stapelbare en ruimtebesparende glazen producten. Dankzij de combinatie van het ontwerp – dat geïnspireerd is op de kringen die ontstaan als je een steentje in het water gooit – en de veelzijdigheid van de glazen is Bölgeblick uitgegroeid tot een internationaal vermaarde designklassieker. Aino Aalto heeft ook samen met haar echtgenoot Alvar Aalto ontwerpen gemaakt.

Ontwerpen voor Iittala: Bölgeblick-serie (1932); Aalto glas (in samenwerking met Alvar Aalto - 1933); Aalto Flower (in samenwerking met Alvar Aalto - 1939).

Ontwerpen die nog steeds bij Iittala in productie zijn: Bölgeblick, glazen, karaf, schaal - later onder de naam Aino Aalto.

Prijzen: Exhibition architecture for Artek: Grand Prix - Triënnale van Milaan (1936); Bölgeblick (1932): goud - Triënnale van Milaan (1954).

Alvar Aalto (1898-1976),

Grootmeester van de moderne architectuur. Hij ontwierp onder meer concertzalen, bibliotheken, ziekenhuizen en musea over de hele wereld. Zijn unieke stijl en uitzonderlijke talent zijn zichtbaar in de diverse objecten die hij heeft gemaakt, van meubelstukken tot een serie vazen die uiteindelijk uitmondde in zijn grootste prestatie: de vaas 'Savoy'. Dit beroemde kunstwerk is, net als veel van zijn ontwerpen, een eigen leven gaan leiden en was voor het eerst te zien op de Wereldtentoonstelling in Parijs in 1937. Alvar Aalto werkte ook geregeld samen met zijn vrouw Aino Aalto aan ontwerpen.

Ontwerpen voor Iittala: Aalto glas (in samenwerking met Aino Aalto - 1933); Aalto / Savoy schaal (1936); Savoy / Aalto vaas (1936); Aalto / Savoy double (1936); Aalto Flower (in samenwerking met Aino Aalto - 1939).

Ontwerpen die nog steeds bij Iittala in productie zijn: Aalto collectie: schaal, waxinelichthouder, vaas, bloem.

Tapio Wirkkala (1915-1985),

Ontwerper van bankbiljetten, grafische kunst, sculpturen, meubels, porselein, sieraden en glazen producten. Zijn veelzijdigheid heeft geresulteerd in meer dan vierhonderd stuks glaswerk en glaskunst. Wirkkala had een uitzonderlijk talent voor de glasblazerij en zijn nauwe samenwerking met de handwerkslieden leidde tot nieuwe technieken en prachtige, duurzame designobjecten.

Ontwerpen voor Iittala: Finestra (1946); Pitsi (1947); Kantarelli (1951); Viinirypäle / Päärynä (1947); Kalvolan kanto (1948); Jääpala (1951); Jäävuori (1951); Tokio (1954); Tapio (1954); Marsalkansauva (1954); Rondo (1957); Romantica (1960); Paadrin (1960); Jäänsärkiä (1968).

Ontwerpen die nog steeds bij Iittala in productie zijn: Kantarelli (Chantarelle); Gaissa; Ultima Thule; Tapio.

Prijzen: Kantarelli, Viinirypäle / Päärynä, Varsanjalka, Kalvolan kanto, Tunturi, Jäkälä, Jääpala (1951); Jäävuori - Triënnale van Milaan (1951); Tokio, Tapio, Marsalkansauva - Triënnale van Milaan (1954); Tiima, Rondo - Triënnale van Milaan (1957); Romantica (1960); Paadrin Jää - Triënnale van Milaan (1960); Jäänsärkiä, Ultima Thule schaal - Triënnale van Milaan (1968); Lunningprijs (1951); Orde van de Finse Leeuw (1955); Prins Eugeniusprijs (1980).

Kaj Franck (1911-1989),

Het geweten van de Finse designwereld.[33] Franck verwijderde alles wat overbodig was zodat zijn ontwerpen alleen nog de echt belangrijke onderdelen bevatten. Voorbeelden van zijn bekendste ontwerpen zijn de serviesserie Teema en de glasserie Kartio.

Ontwerpen voor Iittala: Kaivonkatsoja (1946); Lakaisija (1946); Onkia (1946); Teema (Kilta) (1952); Kartio (1958); Tupa (1948).

Ontwerpen die nog steeds bij Iittala in productie zijn: Teema; Kartio; Purnukka; Ateenan aamu.

Prijzen: Triënnale van Milaan (1951); Triënnale van Milaan (1954); Triënnale van Milaan (1957); Lunningprijs (1955); Orde van de Finse Leeuw (1957); Prins Eugeniusprijs (1964).

Alfredo Häberli (1964), 

Internationaal ontwerper uit het Zwitserse Zürich. In zijn ontwerpen combineert Häberli traditie met innovatie, plezier en energie.

Ontwerpen voor Iittala: Essence (2001); Kid's Stuff (2001); Senta (2003); Tris (2003); Origo (1999); Essence Plus (2013).

Ontwerpen die nog steeds bij Iittala in productie zijn: Essence; Senta; Origo; Essence Plus.
Heikki Orvola (1943),

Constante drijvende kracht binnen de Finse designwereld. Orvola werkt met glas, porselein, gietijzer en textiel. In 1998 won hij de prestigieuze Kaj Franck-prijs.

Ontwerpen voor Iittala: Aurora (1972); Kivi (1987); Palazzo Pro Arte (1988); Verna drinkglas op voet (1998); Verna vaas (2004); Korento (2011).

Ontwerpen die nog steeds bij Iittala in productie zijn: Kivi; Korento; Aurora.

Prijzen: Kaj Franck-designprijs (1998); Orde van de Finse Leeuw (1984).
Timo Sarpaneva (1926 - 2006),

Meester in het gebruik van materialen als glas, porselein, gietijzer en textiel, maar ook voor grafische kunst had hij een enorm talent. Sarpaneva's i-logo werd in 1956 geïntroduceerd als het beeldmerk van Iittala. Sarpaneva was een van de grondleggers van de wereldwijde reputatie van Fins design. Zijn werk wordt tentoongesteld in internationale kunst- en designmusea en zijn Orkidea wordt wel 'het mooiste object ter wereld' genoemd. 

Ontwerpen voor Iittala: Lansetti II (1952); Orkidea (1954); glas i (1956); Tsaikka (1957); stapelbare fles (1959); Sarpaneva (1960); Festivo (1966); Claritas (1984).

Ontwerpen die nog steeds bij Iittala in productie zijn: Tsaikka; Orkidea; Claritas; Festivo; Sarpaneva; Stalen bord.

Prijzen: I-line (1954); Lunningprijs (1956); Orde van de Finse Leeuw (1958); eredoctoraat: Universiteit van Aalto (1993).

Oiva Toikka (1931 - 2019),

Een van de grootste namen op het gebied van Finse glaskunst, vooral bekend om zijn collectie 'Birds by Toikka'. Zijn werk is een typisch voorbeeld van fantasievol, rijk, brutaal en gestroomlijnd Scandinavisch design. In zijn collectie Birds zijn tot nu toe meer dan 400 glazen kunstobjecten geproduceerd en ook de serie Kastehelmi is zeer populair.

Ontwerpen voor Iittala: Kastehelmi (1964) Flora (1966); Birds (1971); Annual Cube (1977); Niili (1989); Delta (1989); Vaskooli (1988); Full Moon (1989).

Ontwerpen die nog steeds bij Iittala in productie zijn: Birds; Annual Cube; Kastehelmi.

Prijzen: Lunningprijs (1970); Orde van de Finse Leeuw (1980); World Glass Now 85 (JAAR); Kaj Franck-designprijs (1992); Prins Eugeniusprijs (2001).